# Chaltenobatrachus grandisonae
Genre
Espèce
Synonymes
- Telmatobius grandisonae Lynch, 1975
- Atelognathus grandisonae (Lynch, 1975)

Statut de conservation UICN

 LC  : Préoccupation mineure
Chaltenobatrachus grandisonae, unique représentant du genre Chaltenobatrachus, est une espèce d'amphibiens de la famille des Batrachylidae.

## Répartition
Cette espèce se rencontre jusqu'à 830 mètres d'altitude :
- au Chili de Puerto Edén sur l'île Wellington dans la province de Última Esperanza dans la région de Magallanes et de l'Antarctique chilien ;
- en Argentine au Lago del Desierto et au Lago Nansen dans la province de Chubut.

## Étymologie
Cette espèce est nommée en l'honneur d'Alice Georgie Cruickshank Grandison.

## Publications originales
- Basso, Úbeda, Bunge, & Martinazzo, 2011 : A new genus of neobatrachian frog from southern Patagonian forests, Argentina and Chile. Zootaxa no 3002, p. 31-44.
- Lynch, 1975 : A new Chilean frog of the extra-andean assemblage of Telmatobius (Amphibia:Leptodactylidae). Bulletin of the Southern California Academy of Sciences, vol. 74, p. 160-161 (texte intégral).